# ITunes Session (마룬 5의 EP)

《iTunes Session》(아이튠즈 세션)은 2011년 발매된 마룬 5의 EP이다. Hands All Over (2010)와 그 이전 음반들에 수록된 몇몇 곡의 어쿠스틱 버전을 수록하고 있다.

## 수록곡
- "Never Gonna Leave This Bed"
- "Misery"
- "Better That We Break"
- "She Will Be Loved"
- "Secret"
- "Little Of Your Time"

## 발매
미국
- 발매일: 2011년 2월 8일
- 레이블: 인터스코프 레코드
- 발매 형식: 아이튠즈 독점 디지털 다운로드